# ホルモノネチン
ホルモノネチン(英: Formononetin)はイソフラボンの一種。ダイゼインの4'位がO-メチル化された化合物。

## 存在
- 赤クローバー[1]
- イヌエンジュのカルス培養[2]

## 生理作用
- 血管新生の促進[3]

## 誘導体

### 配糖体
- オノニン（英語版）は、ホルモノネチンの 7-O-グルコシド[4]